# Lóskay Bekény
Lóskay Bekény (Lóskay József) (Pápa (Veszprém vármegye), 1828. február 29. – Nagyfalva, 1905. szeptember 21.), ciszterci rendi szerzetes, pap és tanár.

## Élete
Az algimnáziumot szülővárosában, a humainorákat Székesfejérvárott és Budán végezte. Ezt követően a bencés rendbe lépett, majd 1848-ban honvéd lett. Világos után sok zaklatást szenvedett. Veszprémi papnövendék is volt, majd 1852. augusztus 28-án a ciszterci rendbe lépett. 1854. szeptember 22-én pappá szentelték.
1853–54-ben gimnáziumi tanár volt Egerben, 1854–55-ben Pécsett, 1855-től 1859-ig Székesfejérvárt, 1859-től 1863-ig ismét Pécsett, a ciszterci gimnáziumban, 1863-tól 1865-ig Egerben. 1865-től 1881-ig lelkész Nagytevelen és 1881-től ugyanaz Nagyfalván (Vas megye). Elhunyt ugyanitt 1905. szeptember 21-én csütörtökön délután 1 órakor, életének 78. évében szívszélhűdésben. Temetése 1905. szeptember 23-án szombaton délután 4 órakor zajlott Szentgotthárdon.

## Írásai
Cikkei a Tanodai Lapokban (1857. Igénytelen észrevételek a magyar helyesírás körül, nyolc arannyal jutalmazott pályamunka, Miként taníttassék a magyar nyelv az alsó osztályokban, öt arannyal jutalmazott pályamunka); az Ifjusági Plutarchban (Eger, 1858. I. Horvát István, III. Pápa, (1859. Vörösmarty Mihály); a Napkeletben (1859. Nőnevelésünk körüli eszmék); a Pécsi Lapokban (1860. Visszapillantások, 1861. Nézetek a latin és görög nyelv körül); az Idők Tanujában (1860. 281., 285. sz. A tanügy körüli nézetek).

## Munkái
1. Örömdal, melyet nagys. és főt. Rezutsek Antal... apát tiszteletére fényes méltóságábai ünnepélyes beiktatásakor nyújtanak a székesfehérvári zircz-czisztercziek bőjtelő-hava 10. 1859. Székesfehérvár
2. Örömdal, melyet nagy. és főt. Királyhegyi Farkas Ferencz úrnak ... apát ... kanonok... arany-miséje ünnepélyére nyujt a székesfehérvári közönség tavaszelő 19. 1859. Uo.
3. Egyházi beszéd, melyet nagys. és főt. Királyhegyi Farkas Ferencz úrnak ... apátkanonok... a püspöki lyceum tanulm. igazgatója és hittudora ... aranymiséje ünnepélyére szerkesztett és a székesfehérvári papnöveldei egyházban előadott... Bőjthava 19. 1859. Uo.
4. A magyar nyelv, irodalom és műveltség története. A legrégibb időtől a mohácsi vészig. Tanodai és magánhasználatra. Pest, 1863 (ism. Sárospataki Füzetek, 847. 1. 2. kiadás. Uo. 1871)
5. Örömdal, melyet nagymélt. és főt. Kis-Apponyi Bartakovics Béla egri érsek nyújt a zircz-cziszterczi szerzet helybeni főgymnasiuma. Uo. 1865
6. Hódolat, melyet mélt. és főt. Kovács Zsigmond pécsi püspök úr beiktatási ünnepére nyujt a zircz-cziszterczi rend aug. 25. 1869. Pécsett
7. Hálafüzér, melyet nagys. és főt. Rezutsek Antal úr... apátjának félszázados áldozársága emlékére nyujt a zircz-cziszterczi rend okt. 3. 1869. Veszprém
8. Hálakoszorú, melyet nagymélt. és főt. Ránolder János úrnak, veszprémi püspöknek... huszonötéves püspöki működése emlékünnepére nyujt a zircz-cziszterczi rend 1875. máj. 12. Székesfehérvárott (költem.)
9. Nefelejts csokor, melyet nagys. és főt. Supka Jeromos zircz, pilis, pásztó és szent-gotthardi egyesült apátságok apátja beiktatási ünnepélyére nyujt... 1879. nov. 10. Pápán
10. Egyházi beszéd a szent-gotthardi tűzoltók zászlószentelési ünnepélyére 1882. szept. 10. Körmend, 1882
11. Örömdal, melyet mélt. és főt. Hidasy Kornél úrnak, szombathelyi megyés püspöknek, székfoglalási ünnepén,1883. máj. 3. hódoló tisztelettel nyujt a zircz-cziszterczi rend. Bpest, 1883
12. Szent beszéd, melyet szent István király ünnepén az apátsági templomban mondott Zirczen 1885. aug. 20. Veszprém, 1885

Levele Rómer Flórishoz, Pécs, 1862. nov. 2-án (a Magyar Nemzeti Múzeumban).